# Saturnia cephalariae
Saturnia cephalariae är en fjärilsart som beskrevs av Hugo Theodor Christoph 1885. Saturnia cephalariae ingår i släktet Saturnia och familjen påfågelsspinnare. Inga underarter finns listade.